# Варко, Корла Гендрих
Ко́рла Ге́ндрих Ва́рко (в.-луж. Korla Hendrich Warko, 21 апреля 1837 года, Бела-Вода, Лужица, Германия — 30 октября 1897 года, Рихбах, Лужица, Германия) — верхнелужицкий педагог, писатель и поэт. Младший брат верхнелужицкого писателя Яна Августа Варко. Писал на верхнелужицком и нижнелужицком языках.

## Биография
Родился 21 апреля 1837 года в серболужицкой семье учителя Яна Варко в деревне Бела-Вода. Окончил городскую школу в Мужакове. В 1854 году поступил в Серболужицкое педагогическое училище, которое окончил в 1857 году, после чего работал учителем в серболужицких деревнях Недзе, Вукраньчице, Дзевне и Мужакове. В 1866 году вступил в серболужицкое культурно-просветительское общество «Матица сербская». С 1868 года по 1871 год обучался в педагогическом институте в Райхенбахе. С 1871 года по 1896 год работал учителем в селе Мучеце. В 1896 году вышел на пенсию и переехал в Райхенбах, где вскоре скончался 30 октября 1897 года.

## Литературная деятельность
Публиковал свои произведения в серболужицкой периодической печати «Bramborski Serbski Casnik», «Pomhaj Bóh» и «Łužičan». В 1865 году издал методическое пособие на немецком языке для серболужицких школ «Deutsche Sprachübungen für wendische Schulen der Oberlausitz». Писал песни для детей.
Сочинения
- Serbska mać a jeje synk, 1867;
- Marša, přirodna mać, 1867;